# 岳兆麟
岳兆麟（？—1937年）湖南善化人。中华民国军事将领。

## 生平
岳兆麟早年参加新军。中华民国成立后，岳兆麟加入江西都督陈光远部。1916年后，岳兆麟历任陆军第十二师第二十四旅旅长、赣东镇守使、赣西镇守使等。1923年11月14日，获授将军府淑威将军。
1937年，岳兆麟逝世。